# Изенгард фон Цигенхайн
Изенгард фон Цигенхайн (на немски: Isengard von Ziegenhain; † 1361) е графиня от Цигенхайн и чрез женитба господарка на Епенщайн.

## Произход
Тя е дъщеря на граф Готфрид VII фон Цигенхайн († 1372) и съпругата му Агнес фон Фалкенщайн († сл. 1376), дъщеря на Филип IV фон Фалкенщайн († сл. 1328) и Йохана фон Сарверден († сл. 1347).

## Фамилия
Изенгард фон Цигенхайн се омъжва 1356 г. за Еберхард I фон Епенщайн († 1391), син на Готфрид V фон Епщайн († 1336/1341) и Лукарда Райц фон Бройберг († 1365/1366). Тя е първата му съпруга. Бракът е бездетен.
След смъртта ѝ Еберхард I фон Епенщайн се жени втори път пр. 1361 г. за графиня Агнес фон Насау-Висбаден-Идщайн († 1376) и трети път сл. 1376 г. за Луитгард фон Фалкенщайн (Лукарда) († 1391).